# Stenohya meiacantha
Espèce
Stenohya meiacantha est une espèce de pseudoscorpions de la famille des Neobisiidae.

## Distribution
Cette espèce est endémique du Yunnan en Chine. Elle se rencontre dans le district de Longyang.

## Description
Le mâle holotype mesure 4,35 mm et la femelle paratype 6,60 mm.

## Publication originale
- Yang & Zhang, 2013 : Two new species of the genus Stenohya Beier from Yunnan, China (Pseudoscorpiones: Neobisiidae).. Acta Zoologica Academiae Scientiarum Hungaricae, vol. 59, no 2, p. 131-141.